# Гнап, Дмитрий Владимирович
Дмитрий Владимирович Гнап (укр. Дмитро Володимирович Гнап; род. 19 декабря 1977, Угледар, Донецкая область) — украинский журналист, телеведущий Первого национального телеканала, общественный активист, политик.

## Образование
Окончил философский факультет Киевского национального университета им. Т. Шевченко.

## Карьера
Работал корреспондентом, редактором, ведущим новостей на каналах СТБ, Первый национальный, UBC. В интервью 2018 года заявил, что в 2001 году, работая на УТ-1, участвовал в установлении цензуры на канале, о чём жалеет.
С 2001 года по 2007 год — в политическом блоке (впоследствии партии) «Наша Украина». На местных выборах 2006 года в Донецкой области был в первой десятке в списке «Нашей Украины».
С 2008 года — председатель общественной инициативы «Комитет прямого действия».
В 2012 году основал агентство журналистских расследований «Следствие. Инфо».
В 2013—2018 годах — руководитель проекта «Следствие.инфо» на «Общественном ТВ».
В июне 2018 года объявил, что идет в политику.
20 января 2019 года на съезде партии «Сила Людей» в Киеве, по результатам праймериз, Дмитрий Гнап был избран для участия в президентских выборах. Зарегистрирован ЦИК 8 февраля 2019. Позднее снялся с выборов в пользу Анатолия Гриценко.
В феврале 2019 года оказался в центре скандала с невозвратными деньгами журналистов.

## Ссылка
- Блог на УП
- Народные депутаты из партии «Сила людей» призвали Гнапа отказаться от кандидатства в президенты
- Лицо канала / Дмитрий Гнап на Сайте Первого национального ТК